# Мар, Билл
Уильям Мар (англ. William Maher; род. 20 января 1956) — американский комик, политический комментатор и телеведущий.
Известен своей политической сатирой и социально-политическими комментариями. Объектом его внимания является широкий круг тем: религия, политика, различного рода бюрократия, полит-корректность, СМИ, жадность известных и влиятельных людей и т. д. Он поддерживает легализацию марихуаны и гомосексуальные союзы, также состоит в организации PETA. Известен своей критикой религии, сценарист и ведущий документального фильма «Religulous». Является членом комиссии экспертов в организации «The Reason Project». В рейтинге американских комиков «Comedy Central’s 100 greatest stand-ups of all time» Мар фигурирует под номером 38.

## Биография
Билл Мар родился 20 января 1956 года в Нью-Йорке, в католической семье. Мать — Джулия (урождённая Берман) работала медсестрой, отец — Уильям Мар-старший работал на радиостанции редактором новостей, а позже — её директором. Детство Билл провёл в городе Ривер Вейл, штат Нью-Джерси. После окончания высшей школы Pascack Hills он поступил в Корнеллский университет, где в 1978 году получил степень бакалавра по искусству и истории.
Мар начал свою карьеру с юмористических импровизаций и актёрской деятельности. В 1979 году он начал выступать в Нью-Йоркском комедийном клубе Catch a Rising Star. Благодаря Стиву Аллену, в 1982 году Мар начал участвовать в телешоу Джона Карсона и Дэвида Леттермана. Кроме юмористических импровизаций, он также снялся в нескольких эпизодах в кино и на телевидении, в частности, в американском телесериале «Она написала убийство». Дебютным фильмом Билла стало «Вашингтонское такси» (1983), также он снялся в фильмах «Мальчик-крыса» (1986), «Дом 2: Проклятая обитель» (1987), «Женщины-каннибалы в смертельных джунглях Авокадо» (1987).
Мар называет себя либертарианцем.